# CBN Grandes Lagos
CBN Grandes Lagos é uma estação de rádio brasileira com sede em São José do Rio Preto, município de São Paulo, e outorga em Mirassol, cidade do mesmo estado. Opera no dial FM, na frequência 90,9 MHz, sendo afiliada à CBN. A emissora foi inaugurada em 11 de agosto de 2014, na frequência 107,9 MHz. A frequência atual é uma migrante do dial AM, onde operava em 630 kHz como Rádio Difusora.

## História
Antes da fundação da CBN Grandes Lagos, a CBN teve passagem pelo município na frequência onde hoje opera a Jovem Pan News desde 2001. Neste ano, a emissora foi comprada pela Jovem Pan, se tornando uma emissora própria da rede jornalística.
A CBN Grandes Lagos entrou no ar em 11 de agosto de 2014, na frequência 107,9 MHz. Concessionada no município de Tanabi, a frequência estreou na virada de 2007 para 2008 em 88,3 MHz, como afiliada da Transamérica Hits. Em 2009, passou para 107,9 MHz e, posteriormente, iniciou a retransmissão da então Tupi FM, passando pela fase em que a emissora foi renomeada Top FM até agosto de 2011, se tornando Demais FM, uma rádio popular. Esta última encerrou suas atividades em maio de 2012, quando passou a retransmitir a Rede Pai Eterno.
Sem aviso prévio, a transmissão da Rede Pai Eterno foi interrompida em 23 de julho de 2014, passando a executar programação de expectativa para a estreia da CBN Grandes Lagos. A emissora foi um projeto do radialista Deva Pascovicci e estava com estrutura física desde o período em que a emissora atuava como Top FM. A CBN Grandes Lagos entrou no ar com uma equipe de 200 profissionais e correspondentes em cidades vizinhas, como Votuporanga.
Em agosto de 2015, foi anunciado que a Rádio Difusora de Mirassol, emissora que operava em AM 630 kHz, foi comprada por Deva Pascovicci e que passaria a retransmitir a CBN Grandes Lagos. A partir de então, a emissora passou a ser transmitida em duas frequências na região de São José do Rio Preto, sendo que a compra da emissora de Mirassol já visava a migração para o FM. A estreia da migrante FM 90.9 MHz ocorreu em 5 de outubro de 2016, deixando a frequência 107.9 MHz. No mês seguinte, Deva Pascovicci falecia no acidente com o avião que levava o time da Chapecoense.
Em fevereiro de 2018, foi anunciado o lançamento de uma mini-rede de emissoras controladas pela CBN Grandes Lagos, sendo duas novas concessões nas cidades de Catanduva (106,9 MHz) e Jales (99.3 MHz). A transmissão em Catanduva, partindo de Santa Adélia, foi iniciada em 6 de abril. Partindo de Palmeira d'Oeste, a transmissão da emissora de Jales foi iniciada em 2 de maio.